# Mazières-en-Mauges
Mazières-en-Mauges és un municipi francès situat al departament de Maine i Loira i a la regió de País del Loira. L'any 2007 tenia 964 habitants.

## Demografia

### Població
El 2007 la població de fet de Mazières-en-Mauges era de 964 persones. Hi havia 352 famílies de les quals 52 eren unipersonals (36 homes vivint sols i 16 dones vivint soles), 140 parelles sense fills, 156 parelles amb fills i 4 famílies monoparentals amb fills.
La població ha evolucionat segons el següent gràfic:
Habitants censats

### Habitatges
El 2007 hi havia 359 habitatges, 353 eren l'habitatge principal de la família i 7 estaven desocupats. 350 eren cases i 9 eren apartaments. Dels 353 habitatges principals, 289 estaven ocupats pels seus propietaris, 62 estaven llogats i ocupats pels llogaters i 2 estaven cedits a títol gratuït; 11 tenien dues cambres, 31 en tenien tres, 94 en tenien quatre i 217 en tenien cinc o més. 309 habitatges disposaven pel capbaix d'una plaça de pàrquing. A 117 habitatges hi havia un automòbil i a 226 n'hi havia dos o més.

### Piràmide de població
La piràmide de població per edats i sexe el 2009 era:
| Homes | Edats   | Dones |
| ----- | ------- | ----- |
| 0     | 95 o +  | 0     |
| 0     | 90 a 94 | 1     |
| 4     | 85 a 89 | 8     |
| 2     | 80 a 84 | 7     |
| 3     | 75 a 79 | 1     |
| 12    | 70 a 74 | 7     |
| 10    | 65 a 69 | 8     |
| 17    | 60 a 64 | 24    |
| 21    | 55 a 59 | 20    |
| 24    | 50 a 54 | 25    |
| 40    | 45 a 49 | 31    |
| 33    | 40 a 44 | 28    |
| 52    | 35 a 39 | 40    |
| 33    | 30 a 34 | 45    |
| 23    | 25 a 29 | 17    |
| 13    | 20 a 24 | 18    |
| 63    | 15 a 19 | 38    |
| 41    | 10 a 14 | 33    |
| 41    | 5 a 9   | 25    |
| 31    | 0 a 4   | 25    |

## Economia
El 2007 la població en edat de treballar era de 663 persones, 502 eren actives i 161 eren inactives. De les 502 persones actives 485 estaven ocupades (262 homes i 223 dones) i 17 estaven aturades (5 homes i 12 dones). De les 161 persones inactives 80 estaven jubilades, 56 estaven estudiant i 25 estaven classificades com a «altres inactius».

### Ingressos
El 2009 a Mazières-en-Mauges hi havia 366 unitats fiscals que integraven 1.026 persones, la mediana anual d'ingressos fiscals per persona era de 18.185 €.

### Activitats econòmiques
Dels 42 establiments que hi havia el 2007, 1 era d'una empresa extractiva, 1 d'una empresa alimentària, 1 d'una empresa de fabricació de material elèctric, 8 d'empreses de fabricació d'altres productes industrials, 9 d'empreses de construcció, 4 d'empreses de comerç i reparació d'automòbils, 1 d'una empresa de transport, 1 d'una empresa d'hostatgeria i restauració, 1 d'una empresa d'informació i comunicació, 4 d'empreses financeres, 2 d'empreses immobiliàries, 6 d'empreses de serveis, 2 d'entitats de l'administració pública i 1 d'una empresa classificada com a «altres activitats de serveis».
Dels 9 establiments de servei als particulars que hi havia el 2009, 1 era un paleta, 1 guixaire pintor, 4 fusteries, 1 lampisteria, 1 perruqueria i 1 restaurant.
L'únic establiment comercial que hi havia el 2009 era una fleca.
L'any 2000 a Mazières-en-Mauges hi havia 20 explotacions agrícoles que ocupaven un total de 700 hectàrees.

## Equipaments sanitaris i escolars
El 2009 hi havia una escola elemental.

## Poblacions més properes
El següent diagrama mostra les poblacions més properes.